# IZUMO3
《IZUMO3》是由日本Studio e.go!公司在2007年7月27日發售的角色扮演類型成人遊戲。

## 故事
工藤驅總是獨自一人生活，年幼時父母雙亡。因為是學生每天要上學，放學後要到醫院探望妹妹舞菜。有天他被飛鳥井夏美半強迫的加入新聞部，隨者和不同新朋友增加，自己的態度也有所改變。不久之後四周開始出現奇怪的事件。

## 角色介紹

### 主要角色
工藤驅（CV：皇帝）
因為母親年早病逝，身為警察的父親也因公殉職，之後都是獨自一人在公寓生活。有個身體病弱的妹妹被迫入院一直在醫院生活。
飛鳥井夏美（飛鳥井なつみ CV：星咲イリア）
新聞部的成員。
吾妻鈴鹿（CV：まりもりん）
學生會的副會長同時也是劍道家。和驅有遠親關係。
宮村栞（CV：草月弥生）
驅的同學也擔任圖書館委員。
笹山芙由子（CV：山咲杏）
冷靜的數學老師。
カヤノ（CV：春乃伊吹）
根之國的天然系戰巫女。

### 次要角色
工藤舞菜（CV：野神奈々）
驅的妹妹。身體病弱而一直在醫院中過著像是與世隔絕的生活。
吾妻彌生（CV：風華）
驅的叔母也是他和舞菜的監護人。
吾妻幸伸（CV：taka）
驅的同學也是遠親。
黒崎夕子（CV：本山美奈）
驅的同學。
姫野美佳（CV：鈴美巴）
看護舞菜的護士，真實身份是閻魔天。
西波和也（CV：青井京四郎）
舞菜的主治醫生，真實身份是閻魔天的部下羅刹天。
倉島渚（CV：永瀬江美弥）
IZUMO的女主角之一。擔任理事長也是彌生在學生時代的學姊。

### 守護精靈
夜刀神（CV：本山美奈）
看見身姿就會帶來災難的蛇神。
技芸天（CV：相模真）
象徵藝術和美的女神。
摩利支天（CV：村井みさお）
戰女神。
辯財天（CV：白銀涼音）
象徵學問和貿易的女神。
吉祥天（CV：浅香舞子）
象徵美和幸運的女神。
獏（CV：星川未流来）
會吃夢境的精靈。
閻魔天（CV：鈴美巴）
象徵司法的女神。
白兎（CV：西野みく）
自稱是來自未來且穿著兔女郎裝的精靈。本作的隱藏角色。

## 主題曲
OP「Misty Rain 七月の雨」
作詞：CANDY　作曲：ぴょんも　歌：CANDY
ED「さよならの手前」
作曲/編曲：不知火つばさ　作詞/歌：中山♥マミ

## 相關商品
- IZUMO3 ビジュアルファンブック[4]

著者：フォリオ編　出版社：笠倉出版社　發售日：2007年10月25日　ISBN 9784773003864

## 評價
《IZUMO3》在Getchu.com的2007年美少女遊戲排名中獲得系統部門第18名。

## 外部連結
- Studio e.go!取自網際網路檔案館（日語）
- Studio e･go!（页面存档备份，存于）（日語）